# Paolo Lanfranchi da Pistoia
Paolo Lanfranchi da Pistoia, o Pistoja (in occitano Paulo Ianfranchi de Pistoia) (Pistoia, ... – ...; fl. 1282-1295), è stato un poeta italiano che scrisse sia in lingua italiana che in lingua occitana e per questo viene talvolta annoverato tra i trovatori.
Figura di spicco nella cultura civica nella Pistoia del '200, i suoi sonetti sono rinomati per la loro originalità.

## Biografia
Paolo è attestato per la prima volta negli archivi di Bologna in un atto del 1282, quando il suo nome interviene in un atto concessivo a favore di Pistoia il 1º febbraio di quell'anno. Lo si trova inoltre, insieme a Forisio di Jacopo, come da testimone in un documento del 13 ottobre, ed è ancora a Bologna il 21 gennaio del 1283, in qualità di testimone per un mutuum contratto tra due uomini di Pistoia, Gerardino Bruno e Pucino Pepi. Nel 1291 torna a Pistoia, dove viene incriminato e giudicato colpevole per avere colpito sulla testa, cum una spada malvagia vetita pro forma statutorum ("con una spada malintenzionatamente"), un certo Orellio Megliori, provocandogli una cospicua perdita di sangue (ex dicta percussione multus sanguis extivit). Mandato in esilio, lo si ritrova di nuovo a Bologna nel 1295. È certo comunque che se, come qualche storico presume, Paolo trascorse un po' di tempo alla corte d'Aragona in Spagna, ciò si sarebbe verificato tra il 1283 e il 1291, o più probabilmente tra il 1283–1285.

## Poesia italiana
Della sua produzione poetica italiana ci restano sette sonetti. I primi quattro sono stati visti come un sogno interrotto, mentre gli ultimi tre sono una risposta contemplativa. Il tema che sta alla base dell'opera di Paolo è la questione "come può l'uomo conciliare l'amore per la donna con l'amore verso Dio?" o, più in generale, l'amore terreno con l'amore delle cose celesti. La soluzione di Paolo tende verso la divisione completa tra Terra e Cielo, senza nessuna possibilità di riconciliazione. In quanto amante, egli ignora la Ragione perseguendo i suoi desideri subconsci, ma il suo "sogno ad occhi aperti" viene interrotto dalle campane del mattutino, realizzando così che non si può sfuggire alle domande religiose che ci passano per la mente. Questo lo induce a diventare un patarino, vale a dire, un eretico. Alla fine, Paolo attribuisce la sua infelice condizione alla lotta tra Dio e la Natura che si instaura nell'uomo fin dalla nascita. I suoi due ultimi componimenti impiegano l'analogia della ruota della fortuna (rota fortunae) e potrebbero essere stati coadiuvati da una rappresentazione visiva, come si è sospettato altrove, con esibizioni di joglars.
Paolo viene di solito collocato o all'interno della scuola di Guittone d'Arezzo, tra i guittoniani, o in una via di mezzo tra questi e il Dolce stil novo. Il suo linguaggio e il suo stile, comunque, sono in modo inequivocabile non-guittoniani, avendo più cose in comune con la scuola siciliana, specialmente per quanto concerne l'espressione della nuda emotività. I sette sonetti italiani di Paolo sono elencati di seguito, in base al titolo acquisito dal primo verso:
1. L'altr'er, dormendo, a mi se venne Amore
2. Dime, Amore, vorestù tornare
3. L'altr'er, pensando, mi emaçinay
4. Un nobel e çentil ymaçinare
5. Ogni meo fatto per contrario façço
6. De la rota son posti exempli asay
7. Quatro homi sum dipincti ne la rota

## Poesia occitana
Il solo componimento in lingua occitana di Paolo è un sonetto di nessun valore artistico, ma di interesse storico. È stato con sicurezza datato al 1284 ed è conservato soltanto in un manoscritto trobadorico P, un canzoniere italiano del 1310, ora XLI.42 nella Biblioteca Laurenziana di Firenze. Esso inizia con il verso Valenz Senher, rei dels Aragones ed è dedicata a Pietro III d'Aragona. Paolo probabilmente non ci ha lasciato nessun altro componimento occitano, ma la poesia è storicamente interessante per le sue informazioni in merito alla considerazione che gli italiani del settentrione avevano della guerra dei vespri siciliani, il conflitto tra angioini e aragonesi per accaparrarsi la Sicilia. A quel tempo, Pietro III e la causa aragonese era popolare nell'Italia settentrionale e il sonetto di Paolo è una celebrazione della sua vittoria sugli angioini e i capetingi della crociata aragonese:
Diverse coblas anonime, che appaiono verso la fine del MS P, sono state attribuite a Paolo dagli autori del XIX secolo. Una cobla, Mand qe iur e non periur era indirizzata al iuge de Galur, vale a dire al giudice di Gallura, allora Nino Visconti. Anche la cobla successiva nel canzoniere è indirizzata a Nino, ma non è stata assegnata a Paolo da nessuno studioso. L'altra cobla anonima talvolta ascritta a Paolo è indirizzata al "Conte di Montfort". L'autore anonimo di entrambe queste coblas si auto-definisce joglar.